# Emiliano Durand
Jorge Mario Emiliano Durand (n. 1976, Salta) es un abogado, periodista y político argentino. Actualmente se desempeña como Intendente de la Ciudad de Salta y anteriormente fue Senador Provincial por el departamento de la Capital Salteña.

## Biografía
Emiliano Durand nació en Salta en 1976 y estudió abogacía en la Universidad Nacional de Tucumán recibiéndose como abogado en el año 2001.  Su familia estuvo vinculada a la política ya que su tío abuelo paterno, Ricardo Durand, fue en dos ocasiones gobernador de la Provincia de Salta. Además su abuela fue la famosa Lucrecia Barquet, militante revolucionaria durante los 70 que debió exiliarse a Suecia tras el Golpe del 76, y tras el retorno de la democracia se convirtió en la referente principal en Salta de la “Comisión Nacional de Familiares de Detenidos y Desaparecidos por razones políticas y gremiales” que había ayudado a fundar antes de que partiera al exilio. Además la propia madre de Durand es Lucrecia Lambrisca quién supo ser concejal de la Ciudad de Salta entre los años 2009-2013.
Antes de recibirse y aún en Tucumán, Emiliano fue pasante del gobierno de la provincia tucumana entre marzo y diciembre de 1998. Luego ya de regreso en Salta fue abogado del SAVIC y también pasante en el Servicio Penitenciario de la Provincia. Ejerció la docencia en el Colegio Madre Teresa de Calcuta enseñando Formación Ética y Ciudadana.
La jueza Servini de Cubria lo designa como interventor partidario del Partido Conservador Popular de Salta durante mayo de 2004 y diciembre de 2010. 
También ejerció como asesor del Concejo Deliberante de la Ciudad de Salta y de la Cámara de Diputados de la Provincia de Salta entre 2003 y 2012. 
Entre 2011 y 2013 trabajó como Productor y conductor del programa político de TV "D2" que se emitía por el canal 2 de Cablevisión Salta. 
En el año 2012 fundaría el diario digital Que Pasa Salta. 
Miguel Isa lo convocaría en 2014 para ser el Jefe de Gabinete de la Municipalidad de Salta luego de los pésimos resultados obtenidos en las elecciones de 2013. Asumió los primeros días de junio y renunció en octubre de 2014 siendo este su primer cargo político de relevancia,siendo la legisladora más votada en los comicios de ese año. Desde allí impulsó proyectos legislativos vinculados con los flagelos sociales y el medioambiente, entre muchos otros. 
Junto a quién supo ser concejal de la Ciudad de Salta, Eliana Chuchuy y Carlos León fue el conductor del programa radial "El Diario de Durand" un magazín que se emitía en la radio entre abril de 2016 y octubre de 2018.
En 2016 empezó a conducir su propio programa televisivo llamado "El diario de Durand" que se emite por Canal 10 hasta la actualidad.
También desde junio de 2016 es el coconductor del programa televisivo "Somos la Mañana" emitido por el canal Somos Salta de Cablevisión.
En mayo de 2021 se confirmó su candidatura a Senador Provincial por el Departamento de la Capital en representación del frente Unidos por Salta. 
Durand fue electo en agosto tras ganar en la categoría de senador provincial con 33 % de los votos superando a Martín Grande (17 %) y Matías Posadas (11 %) Asumió como senador el 24 de noviembre de 2021 y pasó a formar parte del bloque Compromiso por Salta.
En el año 2023 se animó a presentarse como candidato a intendente de la Ciudad de Salta compitiendo con su otrora aliada, Bettina Romero. Durante la campaña Durand acusó de ser víctima de ataques mafiosos  Los ataques hacía su persona no fueron suficientes ya que la gente lo eligió con un total de 106.303 votos casi duplicando la cantidad de votos de su principal perseguidor, la intendente en funciones. Asumió como intendente de la Ciudad de Salta el 10 de diciembre de 2023 en el complejo Nicolás Vitale.
en 2021 finalmente encabezó la lista de senadores provinciales de Unidos por Salta
Llevó a cabo una inversión de más de 20 mil millones de pesos en 2024 para el arreglo de calles en 344 barrios.
En otro tramo de su discurso resaltó la intervención en más de 80 espacios verdes de la ciudad, durante su gestión se llevó a. Acabo la puesta en marcha del Plan Vial Zona Sur, que beneficiará a más de 70 mil vecinos de 33 barrios y obras viales en conjunto con el gobierno provincial. Entre ellas, la construcción de una nueva rotonda en la Avenida del Carnaval, que conectará el puente Ayacucho con la avenida Banchik; como así también, un nuevo puente sobre el canal Juan XXIII, que vinculará la calle Belgrano con los barrios de la zona oeste.
Senador provincial de la Provincia de Salta en representación del Departamento de la Capital. Además, ha sido electo intendente de la Ciudad de Salta en las elecciones provinciales del 14 de mayo de 2023.
Desde su incorporación a la Cámara de Senadores de Salta en diciembre de 2021, hasta diciembre de 2022, Emiliano Durand presentó 11 pedidos de informe, 15 proyectos de declaración , 11 proyectos de ley y 17 proyectos de resolución.
Entre los proyectos de ley presentados y aprobados se destacan:
Ley adhiriendo la provincia de Salta a la Ley Nacional 27.665 que declara el montañismo actividad de interés deportivo, cultural y socio recreativo. La misma prevé acceder libremente a espacios naturales sin restricción para realizar actividades físicas, deportivas o recreativas. Se trata de una ley esperada para los montañistas quienes a partir de la misma podrán realizar actividades físicas, deportivas o recreativas en espacios naturales que conforman el patrimonio ambiental natural de todos los salteñosCon la aprobación de la ley, Salta se convirtió en la primera provincia de Argentina en contar con esta normativa. 
Ley en relación a la materia de educación financiera temprana en establecimientos educativos de nivel secundario. La misma busca que los chicos en la secundaria aprendan a administrar y a planificar sus recursos financieros contando con conocimientos para emprender en el futuro

## Denuncias
Desde 2013 hasta 2020, Emiliano  comenzó a asignar recursos millonarios a la pauta oficial .
En 2018 la empresa fundada por Durand, su cuñada y Marcos Illesca, Infonoa S.A., firmó un convenio con la Municipalidad de Salta
```
Vecinos locales elevaron notas pidiendo conocer si la empresa de Durand realizó el mantenimiento de dichos paradores o si solo sacó rédito político sin una contraprestación, dichos pedidos nunca fueron contestados.
[
13
]
```

Carlos Zapata y Virginia Cornejo presentaron en la Cámara de Diputados de la Nación un pedido de informe para saber como fue el método de distribución de los mismos. El concejal capitalino, Pablo Emanuel López, denunció públicamente la "reincidencia" de Durand en sacar rédito político de bienes públicos y el gobernador Gustavo Sáenz minimizó el hecho sosteniendo que mientras otros se levantaban a las doce del mediodía a criticar él les respondía con gestión y obras.